# 心が叫びたがってるんだ。
| 演出                              | 長井龍雪（絵コンテを兼任） 吉岡忍、柴山智隆 林直孝、神戸洋行        |
| キャラクターデザイン ・総作画監督 | 田中将賀                                                            |
| 美術監督                          | 中村隆                                                              |
| プロップデザイン                  | 岡真里子                                                            |
| 色彩設計                          | 中島和子                                                            |
| CG監督                            | 森山博幸                                                            |
| 音響監督                          | 明田川仁                                                            |
| 企画・プロデュース                | 清水博之、岩田幹宏                                                  |
| プロデューサー                    | 斎藤俊輔                                                            |
| アニメーションプロデューサー      | 賀部匠美                                                            |
| 製作代表                          | 夏目公一朗、植田益朗 清水賢治、中村理一郎 久保雅一、落越友則 坂本健 |

『心が叫びたがってるんだ。』（こころがさけびたがってるんだ、英題：The Anthem of the Heart）は、A-1 Pictures制作の日本のアニメーション映画。副題は「Beautiful Word Beautiful World」。略称は「ここさけ」。2015年9月19日に公開された。
第19回文化庁メディア芸術祭アニメーション部門・審査委員会推薦作品（2015年）。
2017年7月には、本作をベースとした実写版映画が公開された（詳細については、実写映画『心が叫びたがってるんだ。』を参照）。

## 概要

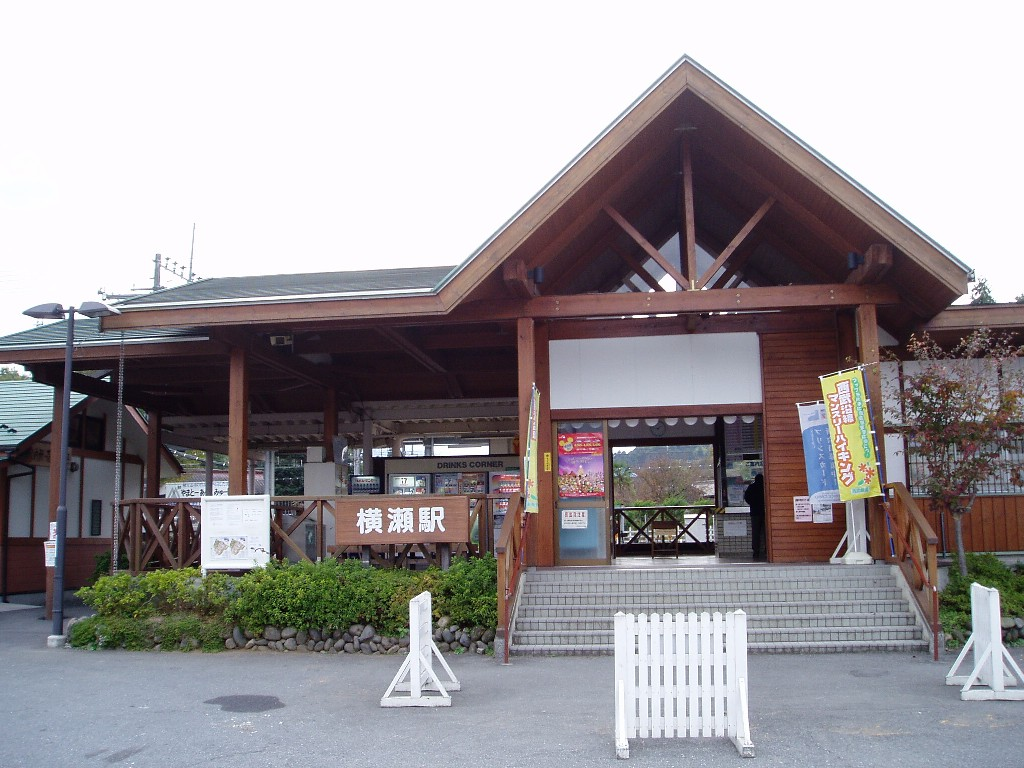
横瀬駅

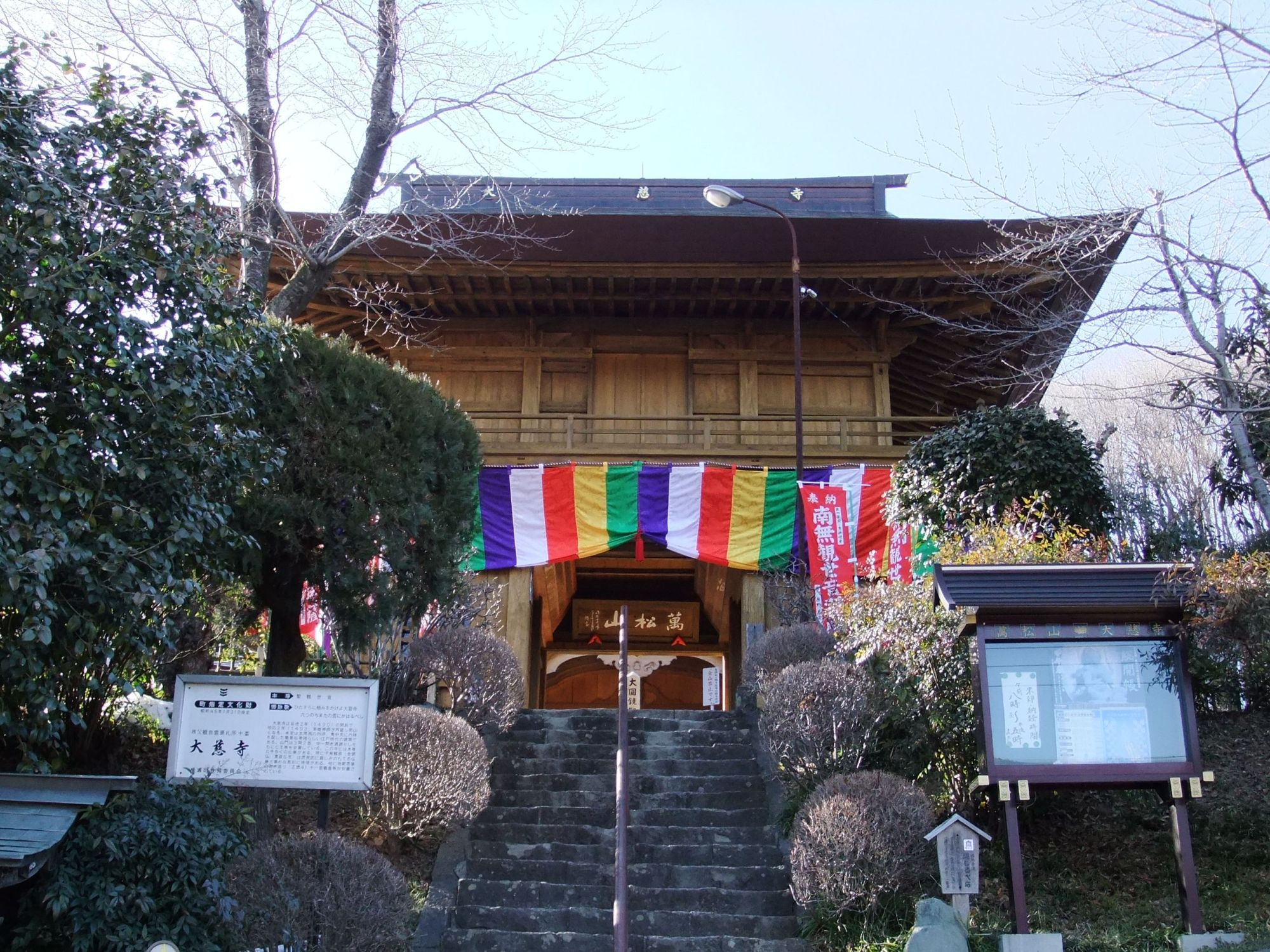
大慈寺

フジテレビ系列『ノイタミナ』で放送された『あの日見た花の名前を僕達はまだ知らない。』（以下『あの花』）のメインスタッフ（超平和バスターズ）が再集結して制作された。
2014年8月31日に道の駅ちちぶなどで開催された「あの花夏祭 in ちちぶ Final」において、『あの花』メインスタッフによる埼玉県の秩父市を舞台とした劇場版オリジナル新作アニメの制作が発表された。同年12月3日の秩父夜祭にて、タイトル、スタッフが発表された。2015年3月20日に開催された『AnimeJapan2015』ステージにて正式な制作発表が行われた。
本作は『あの花』と同じく秩父市が舞台とされているが、横瀬駅や大慈寺（秩父三十四箇所札所十番）など、秩父郡横瀬町の風景も多く登場する。また、『あの花』の登場人物が一瞬登場するが、物語には直接の関連性はなく別の物語とされている。

## 物語

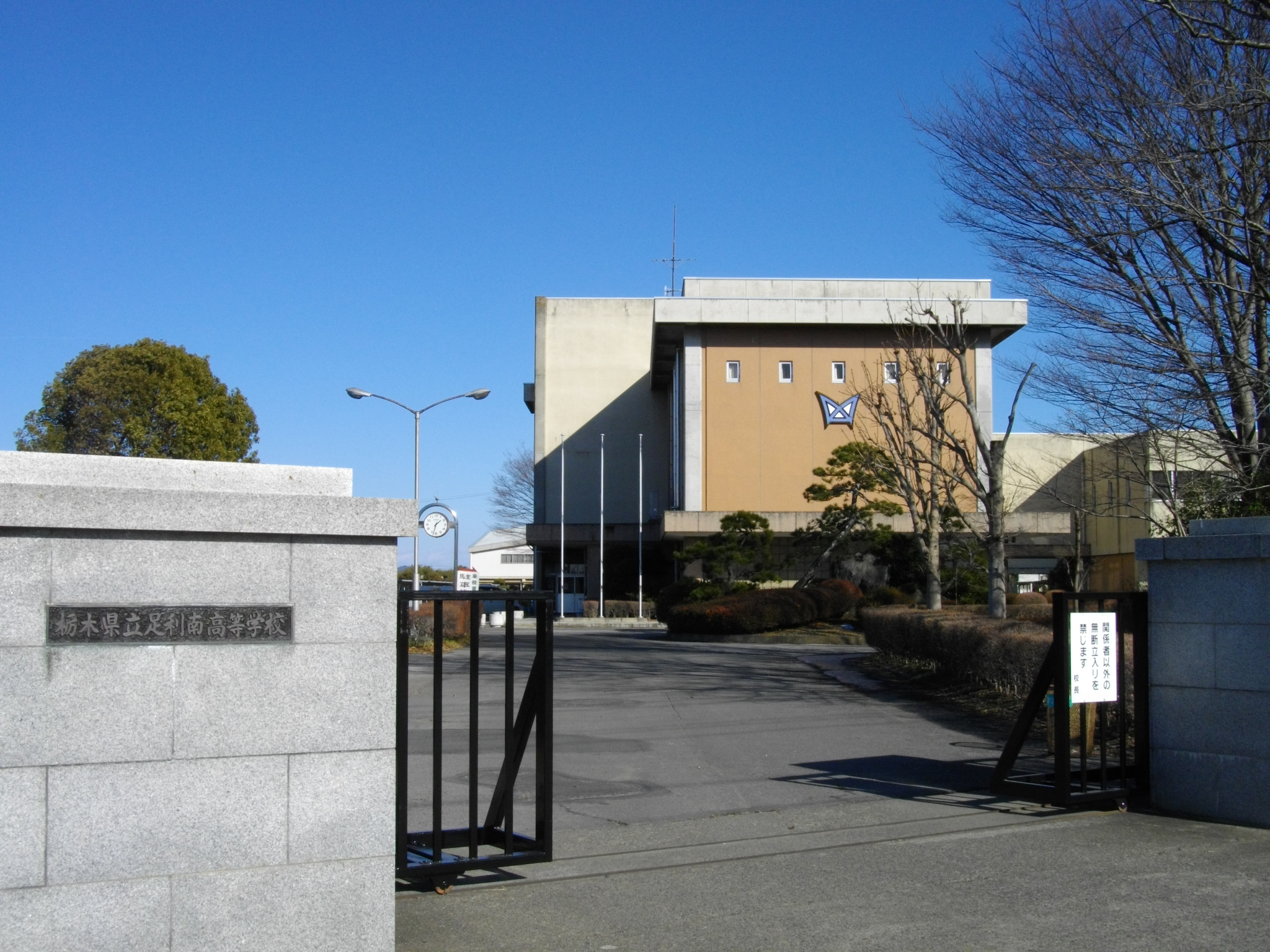
アニメ版の揚羽高校のモデルとなった栃木県立足利南高等学校

成瀬順は小学生の頃、憧れていた山の上のお城（ラブホテル）から、父親と見知らぬ女性（浮気相手）が車で出てくるところを目撃する。順は二人が「お城から出てくる王子様とお姫様」だと思い込み、それを母親・泉に話したことにより、泉が事実を理解してしまったことから両親の離婚を招いてしまう。家を去る父親から「全部お前のせいじゃないか」と言われ、ショックを受けた順は夕景の坂道（階段）でうずくまって泣く。そこに玉子の妖精が現われ、「お喋りが原因で人を傷つけないため」という理由で、順の「お喋り」を「封印」した。
時は流れ、高校2年生になった順は、「話すと腹痛が起きる」という理由で他者とはメモか携帯のメールでしか意思疎通ができない。そのため、周囲の人々からは（小さくない事情があるのを認めながらも）「ヘンな子」という扱いを受け、クラスメイトとも没交渉だった。そんな順は、担任教師の城嶋一基からクラスメイトの坂上拓実・仁藤菜月・田崎大樹とともに「地域ふれあい交流会」実行委員に一方的に指名されてしまう。4人は普段から特に親しい間柄ではない上、指名されたこと自体に困惑・反発する。城嶋は会合をボイコットした大樹を除く3人に対し、出し物として過去に例のないミュージカルを提案し、順の心は動くが拓実と菜月には良い反応はなかった。その後、拓実からミュージカルをやりたいかと問われた順は、携帯で幼少の頃に起きた出来事を打ち明け、「玉子の妖精のかけた"呪い"のために話すと腹痛が起きる」と伝える。拓実は「歌なら呪いも関係ないかもしれない」と話す。帰宅した順は、歌うと腹痛が起きないことに気づく。
交流会の出し物を決めるクラス会で、拓実たちは候補の一つにミュージカルを挙げるが、大樹は喋れない順が委員ではできるわけがないと罵る。これに対して使えないやつはお前のほうだと逆に罵り返した拓実と大樹の親友の三嶋樹の間で喧嘩が始まってしまう。そのとき順は「わたしはやれるよ」という言葉をメロディーに乗せて発した。その後、拓実の携帯に「歌なら痛くない」という順からのメールが届き、菜月もそれを目にする。
その夜、泉から「喋らないこと」をなじられた順は、自らの生い立ちをモチーフにした物語を携帯で拓実に送り、さらに拓実の元を訪れて自分の言葉を歌にしてほしいと伝えた。拓実は順の物語をミュージカルにすることを考え、菜月と大樹も曲折を経て賛同する。クラス会での討論で当初は拒否感を示した他の生徒たちもやる気にはなったものの、主役級のキャストは実行委員に押しつける形となり、順は最も台詞（歌）の多いヒロインの少女役を、拓実はその相手の王子役を、大樹は少女を唆す玉子役を演じることになった。やがて、クラスの他の生徒たちもミュージカルを成功させるために一丸となる。その中で拓実の両親が離婚していたことを知った順は、ヒロインが刑死するミュージカルの結末をハッピーエンドに変えたいと拓実に相談する。拓実は「元の歌（『ピアノソナタ第8番 悲愴』「第2楽章」）にも順の気持ちが込められていたから両方を生かしたい」と、その上に「Over The Rainbow」を重ねるアレンジを発案し、それを聞いた順は涙をこぼして「私の王子様…」と思う。
しかし、交流会前日の夜、拓実と菜月の会話を立ち聞きして二人の関係を知った順は、ショックを受けて一人で学校から走り去る。その順の前に再び玉子の妖精が現れ、順に向かって「君は（言葉に出さなくても）心がお喋りすぎる」「もう、中途半端に閉じ込めるのは終わりにしよう」と告げる。翌日、順は登校せず拓実の元に「ごめんなさい」「ヒロインできません。調子に乗ってました。」「本当にすいません」という通知を送り、行方をくらませてしまう。開演時間が近づく中、順の不在に他の生徒たちは不安のあまり動揺し、順への不信から怒りや焦りを募らせる。拓実は順の失踪を他の生徒に詫びた上で、「それでも舞台に立ってほしい」と自ら順を探しに行くことを申し出る。これに同意した大樹は、拓実と順の出番に代役を立てて乗り切るプランを出し、拓実を送り出した。
ヒロインの少女を菜月が演じる形でミュージカル『青春の向う脛』が開演する。客席では主役の変更に気づいた生徒もおり、泉は「やっぱり、ダメなんじゃない…」とつぶやく。必死で順を探す拓実は、廃墟になっていた山の上のお城（ラブホテル）で順を見つける。「喋ったりするから不幸になった、言葉は人を傷つける」と自暴自棄に主張する順に、拓実は「（自分が）傷ついていいから、お前の本当の言葉、もっと聞きたいんだ」と話しかけた。順は勇気を振り絞り拓実を傷つける言葉（罵倒）を叫び、拓実はそれをすべて受け止める。拓実は順に「お前と会えてうれしい」「お前のおかげで、俺、いろいろ気づけた気がする」と話し、それを聞いて順は立ち直った。その場を去る直前、順は「もう一つ言いたいことがあった」と拓実に好意を伝え、拓実は感謝しながらもほかに好きな人（菜月）がいると返事する。そして二人は既に始まっていたミュージカルに出演するため学校に向かう。順は第5幕で少女の「心の声」役として「わたしの声」（イングランド民謡「グリーンスリーブス」のメロディに日本語の歌詞を乗せたもの）を歌いながら会場（体育館）の観客席通路を歩いてステージにあがり、泉は涙をこぼした。楽屋に戻った順は他の生徒から温かく迎えられ、「みんなに迷惑かけて…なのに」と声に出して詫びながら涙ぐんだ。順は「本当に玉子なんていなかったんだ。呪いをかけていたのはわたし。玉子はわたし。一人で玉子に閉じこもっていたわたし自身。」と呪いが思い込みであったことに気づく。「心が叫びだす&あなたの名前呼ぶよ」の合唱でミュージカルが終幕すると観客席からは大きな拍手が送られた。後片付け中にゴミ出しに行った順は大樹からの告白（台詞の描写はなし）を受け、顔が真っ赤に染まる中、風が吹き、玉子の妖精の帽子が落ち葉と一緒に飛ばされていた。
拓実と順の「－玉子の中には何がある？ いろんな気持ちを閉じ込めて、閉じ込めきれなくなって、爆発して、そして生まれた、この世界は、思ったより綺麗なんだ－」の台詞で物語は締めくくられる。

## 登場人物
※作中でフルネームが紹介されない人物の名前や読み仮名は小説版および限定版ビデオグラム封入のブックレットによる。以下では記載を省略した2年2組の他の生徒にも全員名前が設定されており、ビデオグラムのオーディオコメンタリーによるとそれらの名前はスタッフから取られている。

### 揚羽高校2年2組

#### 「地域ふれあい交流会」実行委員
成瀬 順（なるせ じゅん）
声 - 水瀬いのり
本作品の主人公、実写映画ではヒロイン。ボブカットの少女。幼少時は夢見がちでお喋りな性格だったが、自分の言葉がきっかけとなり両親が離婚した過去のトラウマから言葉を発することができなくなり、声を出すと腹痛に襲われてしまう。その影響で、他人とは文書か携帯電話（フィーチャーフォン）のメールを通して対話している。メールを打つスピードは非常に速い。母の泉と二人暮らしで、泉が多忙で帰宅が遅いため、夕食を自分で作っている。感情は失っておらず、表情や身振りで表現する場面が複数ある（拓実からは仕草で思っていることがわかると指摘されている）。拓実が即興で作った歌を家で口ずさみ、「歌」であれば腹痛にならないことを知り、歌を通して気持ちを伝えようと、拓実に「わたしの言葉を歌にして下さい」と依頼する。「言葉は傷つける」として心ない言葉を浴びせる者に対して腹痛になるのも忘れて厳しく非難することもある。
坂上 拓実（さかがみ たくみ）
声 - 内山昂輝
本作品の準主人公、実写映画では主人公。物静かで冷めた性格の男子生徒。DTM研究会に所属。友人はいるものの他人に本音を語ることは少ない。中学生の頃に自身の教育方針を巡って両親が対立し離婚している。父親に引き取られるものの、父は多忙から不在がちで、めったに顔を合わせない。そのため、父方の祖父母と生活している。音楽好きな父親の影響で音楽関係には詳しく、ピアノなどの楽器を扱えるが、両親が離婚する一因になったという思いから長らく演奏していなかった。岩木曰く「押しに弱い」。
仁藤 菜月（にとう なつき）
声 - 雨宮天
チアリーダー部の部長を務め、クラスの女子の中心的存在。相沢からは「優等生」と評されている。拓実とは中学校が同じで、その頃に交際していたが、手をつないだこともないまま関係はうやむやになっている。拓実との縒（よ）りを戻したいと思いつつも、お互いに言い出せずにいる。順に対しては、実行委員として頑張っている姿を見て応援したいと思う一方、拓実との交流を深める様子を見て嫉妬に近い感情を抱いている。口元にほくろがある。
田崎 大樹（たさき だいき）
声 - 細谷佳正
野球部の元エースの男子生徒。甲子園出場まであと一歩という所でチームは敗退し、自身は右肘を痛めて療養中で現在はエースの座を後輩の山路に譲っている。目つきが悪く、実際に口調と気性が荒くわがままに思われやすいが、自分に非がある場合は頭を下げて謝るなどスジを通すまっすぐな性格で、樹をはじめとする彼をよく知る者からの信頼は厚い。夢を突然絶たれたことでやさぐれており、故障してからも部に顔を出して後輩部員を厳しく指導しているが、攻撃的で苛立ちをぶつけるかのように指導する態度ゆえに後輩たちからは陰で「使えないポンコツ」呼ばわりされ内心煙たがられている。ミュージカルの終わりの片付けの途中に、順に告白してエンディングが流れる。

#### 実行委員の友人等
三嶋 樹（みしま いつき）
声 - 村田太志
野球部のキャプテンの男子生徒。大樹の親友でもあり、怪我をした大樹の無念を察して代わりに野球部を引っ張っていこうと努力している。交際している陽子からは「いっくん」と呼ばれている。拓実や菜月と同じ中学校の出身。順を「使えないやつ」と馬鹿にした大樹に対して拓実が「後輩たちから使えないポンコツと呼ばれている」と揶揄した時には、怒りで我を忘れ拓実に食って掛かってしまう（順の歌声で正気に戻った）。
宇野 陽子（うの ようこ）
声 - 高橋李依
チアリーダー部の部員。背が高く少しウェーブのかかったロングヘアの女子生徒。樹と付き合っている。陽気でマイペースな性格。クラス会でのミュージカルの提案に最初に賛成した。
江田 明日香（えだ あすか）
声 - 石上静香
チアリーダー部の部員。ショートヘアの女子生徒。さばさばとした性格。菜月に次ぐクラスのまとめ役で、菜月の良き理解者。菜月の拓実に対する気持ちに気づいており、彼女の思いを後押ししようと拓実と二人だけになる機会を作った。菜月とは中学時代から交友があり、小説版およびコミック版では菜月が拓実と交際する際に仲介した過去が描かれている。
相沢 基紀（あいざわ もとき）
声 - 大山鎬則
DTM研究会に所属。曲の編集が好きで機器にも詳しい。小太りで眼鏡をかけている男子生徒。「ミント」に青江三奈の「伊勢佐木町ブルース」を歌わせて、岩木に渋い顔をされる場面がある。また、順がクラス会で発した「歌」を「ミント」に歌わせることもしている。ふれあい交流会本番の舞台で「燃えあがれ」を歌った際に「ボッ！」という歌詞にない台詞を振りをつけて入れ、舞台袖で見ていたクラスメイト（岡田愛美）から「なにあの『ボッ！』ってアドリブ？」とコメントされている。
岩木 寿則（いわき としのり）
声 - 古川慎
DTM研究会に所属。言葉遣いが丁寧な男子生徒で、親しい拓実や相沢にも丁寧語で話す。いわゆる「二次元至上主義者」で、ボーカロイド「ミント」のファン。劇中歌にベートーヴェン作曲の『悲愴』の使用を提案した。

#### 教員
城嶋 一基 （じょうしま かずき）
声 - 藤原啓治
順たちのクラス（2年2組）の担任で、音楽教師。かなりフランクな性格で細身面長の男性。生徒から「しまっちょ」と呼ばれている。「地域ふれあい交流会」で実行委員を志願する生徒がいないため、強行で順たちを指名する。交流会の出し物にミュージカルをやることを最初に提案した。音楽準備室は、彼の私物であふれている。

### 周辺の人物
成瀬 泉（なるせ いずみ）
声 - 吉田羊
順の母親。順が高校2年の時点では生命保険会社に勤務している。順の言葉がきっかけで夫の不倫を知り離婚、順を引き取り女手ひとつで育てている。順がほとんど言葉を発しなくなったことを恥ずかしく感じ世間体の面からも気にしており、仕事の忙しさの疲労もあって、順に苛立ちをぶつけてしまう。拓実とその祖父母とは、保険の勧誘に自宅を訪問したことで面識がある。
坂上 八十八（さかがみ やそはち）
声 - 津田英三
拓実の父方の祖父。
坂上 シン（さかがみ シン）
声 - 宮沢きよこ
拓実の父方の祖母。
順の父
声 - 野島裕史
本名不明。作中では冒頭部分にしか登場しない。お腹の出た小太りで眼鏡をかけている男性。順が小学生の頃に不倫を知られたことで泉と離婚した。離婚前の自宅玄関には「Watarai」（わたらい。漢字不明。）と書かれた表札が付けられていた。
山路 一春（やまじ かずはる）
声 - 河西健吾
揚羽高校の1年生で野球部の現エース。肘を負傷したことに対する当てつけのように部員を指導する大樹に今まで溜め込んでいた自分の不満と苛立ちをぶつけるまでに至ってしまう。

### その他
玉子の妖精
声 - 内山昂輝
両親が離婚後の順の前に現れ、お喋りが原因で人を傷つけないためという理由で、順の言葉を封印した。「玉」という漢字の「点」が体の近くに浮遊しており、それを手で隠すと「王子様」の姿になる描写がある。

## 音楽

### 主題歌
「今、話したい誰かがいる」
歌 - 乃木坂46
作詞：秋元康 / 作曲：Akira Sunset、APAZZI / 編曲：Akira Sunset、APAZZI
ソニー・ミュージックレコーズ (N46Div.)

### 挿入歌
「Harmonia」
歌 - コトリンゴ
作詞 - コトリンゴ
作曲 - ミト（クラムボン）
編曲 - ミト（クラムボン）

### 劇中歌
※「歌」の記載がない曲はメロディーのみの使用。
「Over The Rainbow」
歌 - 清浦夏実
作詞 - エドガー・イップ・ハーバーグ
作曲 - ハロルド・アーレン
編曲 - ミト（クラムボン）
「伊勢佐木町ブルース」
歌 - さとうささら
作詞 - 川内康範
作曲 - 鈴木庸一
「栄冠は君に輝く」
作詞 - 加賀大介
作曲 - 古関裕而
「青い栞」
作曲 - 尾崎雄貴

### 劇中ミュージカル使用（流用）楽曲
順たちのクラスが上演するミュージカル（『青春の向う脛』）では、以下の既存曲が独自の歌詞を付けて使用されている（実際の作詞はすべて岡田麿里による）。同じ楽曲に複数の歌詞が付されているものもある。記載は原曲（作曲者名・タイトル）とミュージカル内のタイトルの順。原曲の選択については、音楽担当のミトのアドバイスを得ている。ミトによると、原曲は当時「『Over The Rainbow』以外、基本、版権が切れてる楽曲」が選ばれた。
- ジョージ・ガーシュウィン「スワニー」- 「あこがれの舞踏会」
- ジョージ・ガーシュウィン「サマータイム」 - 「光のない部屋」
- ボリス・フォミーン（英語版）「ダローガイ・ドリーンナィユ」 - 「燃えあがれ」
- ヨハン・ブルグミュラー 「アラベスク」 - 「word word word」[注釈 19]
- イングランド民謡「グリーンスリーブス」 - 「わたしの声」
- ヴィクター・ヤング「アラウンド・ザ・ワールド」 - 「玉子の中にはなにがある」[注釈 20]
- ルートヴィヒ・ヴァン・ベートーヴェン『ピアノソナタ第8番 悲愴』「第2楽章」 - 「心は叫ばない」[注釈 21]「心が叫びだす」[注釈 22]
- ハロルド・アーレン「Over the Rainbow」 - 「心は叫んでる」[注釈 23]「あなたの名前呼ぶよ」

## 公開前後のプロモーション
2015年6月2日から明治のチョコレート製品CMにおいて、『あの花』とのコラボバージョンが順次放送された。8月にはソニーのポータブルオーディオ「ウォークマン」のNW-A16に、本作と『あの花』をコラボレーションした『ウォークマンAシリーズ「ここさけ」×「あの花」コラボレーションモデル』がソニーストアで限定発売された。西武鉄道では8月29日から、『あの花』とコラボした上映記念乗車券を発売した。同じ8月29日に秩父ミューズパークで完成披露試写会が開かれた。この際、本編の上映が途中で中断するトラブルが起き、脚本の岡田麿里の著書『学校へ行けなかった私が「あの花」「ここさけ」を書くまで』でも触れられている。
上映開始の9月19日には秩父鉄道の「SLパレオエクスプレス」が上映記念列車として運行された。また、公開初日より劇中ミュージカル『青春の向う脛』のプログラムが映画の来場者特典として先着77万名に配付された。さらに、2015年9月24日にフジテレビ系特番『映画「心が叫びたがってるんだ。」公開記念 乃木坂46の「ここさけ」聖地めぐり旅』が放送されるとともに、乃木坂46の選抜メンバーによるCMも2015年10月3日から放送された。
そのほか興行に際し、シネコン興行チェーンティ・ジョイ系列の4館では訪日外国人向け上映企画「YOKOSO! EIGAKAN!」の対象となり、期間限定で英語 /中国語（簡体字）の2言語字幕併記の特別版が上映された。
また、作中における「地域ふれあい交流会」開催日の設定と重なる2015年12月5日には、シネ・リーブル池袋において上映イベントが開催された。

## 公開後の反響
公開直後から舞台のモデルとなった地を「巡礼」する観光客の存在が報じられ、2015年12月には横瀬町と同町の観光・産業振興協会の手で、作中に登場する架空のバス停を再現した標識が（設定のモデルとされた場所に）設置された。
2016年8月7日に、秩父市役所前の特設会場にて主要声優らが出演したイベント「秩父ふれあい交流会」が開催され、昼夜2回の公演で約6000人が参加したと報じられた。本公演は、限定版ビデオグラムに優先販売申込券が同梱されていた。

## 興行成績
2015年9月19日の封切り以来、口コミ等による支持で長期の公開となり約40日が経過した11月1日に興行収入が10億1529万3050円、累計動員数は74万4901人に達したと発表された。興行収入10億円超えまでの期間は『あの花』の劇場版より12日早い。また、原作やテレビシリーズを持たない完全オリジナルの日本の劇場アニメが興行収入10億円を突破したのは、スタジオジブリ作品や細田守・大友克洋監督作品など限られた前例しかないとも報じられた。

## 賞歴
- 第39回日本アカデミー賞優秀アニメーション作品賞[46][47]
- 第25回日本映画批評家大賞新人声優賞（水瀬いのり）[48]
- ブリュッセル・アニメーション映画祭 (Anima) BeTV最優秀長編アニメーション賞[49][50]

## テレビ放送
2017年7月29日21時 - 23時10分に、フジテレビ系列（フジネットワーク）の『土曜プレミアム』枠にてテレビ初放映された。
NHK BSプレミアムでも2019年3月13日の23時45分 - 25時45分で放映され、約2か月後の5月19日の12時 - 14時で再放映された。
2019年10月12日にはフジテレビ土曜夕方の『土曜スペシャル』（関東ローカル）で放映の予定であったが、当時関東地方に接近していた令和元年東日本台風（台風19号）関連の報道特別番組に差し替えられ、とりやめとなった。10月25日の25時40分 - 27時40分の枠で改めて放映された。
2021年5月30日19時 - 21時15分に、BS12の『日曜アニメ劇場』枠にて放映された。

## メディア展開

### 漫画
阿久井真の作画で、2015年7月8日から小学館の無料漫画アプリ「マンガワン」と漫画サイト「裏サンデー」で連載を開始。2016年7月13日掲載分にて完結。
- 超平和バスターズ（原作）、阿久井真（作画） 『心が叫びたがってるんだ。』 小学館〈裏少年サンデーコミックス〉、全4巻
  - 2015年9月11日発売[59]、ISBN 978-4-09-126438-1
  - 2016年2月12日発売[60]、ISBN 978-4-09-127026-9
  - 2016年4月12日発売[61]、ISBN 978-4-09-127199-0
  - 2016年8月12日発売[62]、ISBN 978-4-09-127370-3

### 小説
2015年9月13日、小学館文庫より発売 (ISBN 978-4-09-406212-0)。豊田美加の執筆によるもので「脚本をもとに書き下ろした」と注記がある。

## 関連商品

### CD
2015年9月16日、アニプレックスよりオリジナルサウンドトラック (SVWC 70100-70101) が発売。

### 映像ソフト
2016年3月30日に完全生産限定版（BD：ANZX-11701〜11703、DVD：ANZB-11701〜11703）と通常版（BD：ANSX-11701、DVD：ANSB-11701）がリリースされた。オリコンによるとリリース後最初の週に限定版ブルーレイが2.3万枚のセールスを記録し、4月11日付の「週間総合BDランキング」で1位となった。リリースに前後して、ソニーのハイレゾ対応ヘッドホン・ウォークマンとのコラボCMが公開された。

## 二次使用
2017年12月25日に公開された、アニメ100周年アニバーサリーソング「翼を持つ者 〜Not an angel Just a dreamer〜」のスペシャルムービーに、本編映像の一部が登場した。
岡田の同名著書を原作としたNHKドラマ『学校へ行けなかった私が「あの花」「ここさけ」を書くまで』（2018年9月1日放送）でも、本編映像の一部が使用された。前記の「完成披露試写会での上映中断」も再現されている。

## 実写映画
2017年7月22日、Sexy Zoneの中島健人の主演、芳根京子のヒロイン・成瀬順役で公開された。
キャッチコピーは「《最高の失恋》は、あなたをきっと強くする」。
配給はアニメ版を制作・配給したアニプレックスで、アニメ版のプロデューサーである斎藤俊輔が本作にも参加している。音楽もアニメ版に参加した横山克が担当。
製作発表は同年3月15日。撮影は3月14日に作品の舞台である秩父市でクランクインし、4月23日にクランクアップした。
実写映画化は、フジテレビプロデューサーの日高峻からアニプレックスに対して提案がなされた。アニメ版のファンという日高は、ロケを秩父で実施することは「絶対条件」だったと述べている。
原作（アニメ版）からは以下のような設定の変更がある。
- 主人公が順ではなく拓実になっている（ただし、クレジット表記や宣伝上のみであり、作中の二人の出番・活躍は原作とさほど変更はない）。
- 順の父親に名前の設定（成瀬泰史）がある[75]。
- 「玉子の妖精」は登場せず、順の「呪い」のきっかけは、大慈寺の玉子の供物に関する伝承（独自の設定が付け加えられている）とされている。
- 作品の舞台となるクラスは「3年2組」である[76]。
- 「地域ふれあい交流会」は揚羽高校以外の団体も参加するイベントで、開催年月日は「2017年5月20日」、会場は実在する秩父宮記念市民会館である[77]。
- 拓実が菜月に「好きだ」と告白するのを聞いた順は、普通に喋れるようになった代わりに歌うと腹痛がするようになったため、行方をくらます。
- 順は劇後半「わたしの声」を歌い終わった後、少女役に交替し、少女役を務めていた菜月は妖精役になる。

### キャスト
- 坂上拓実 - 中島健人 (Sexy Zone)[72]（中学生 - 狩野見恭兵[78]）
- 成瀬順 - 芳根京子[72]（5歳 - 平尾菜々花[79]）
- 仁藤菜月 - 石井杏奈 (E-girls)[72]（中学生 - 森七菜[80]）
- 田崎大樹 - 寛一郎[72]
- 三嶋樹 - 西山潤[81]
- 山路一春 - 福山康平[82]
- 相沢基紀 - 上川周作[81]
- 岩木寿則 - 川村亮介[81]
- 江田明日香 - 金澤美穂[81]
- 宇野陽子 - 萩原みのり[81]
- 揚羽高校の女子生徒 - 水瀬いのり[51]
- 渋谷昭久 - 井上拓哉[81]
- 清水亮 - 岩井拳士朗[81]
- 岡田愛美 - 尾屋葵[81]
- 田中陸 - 影山樹生弥[81]
- 錦織拓哉 - 亀田侑樹[81]
- 岩田晋一 - 河野宏紀[81]
- 斎藤五郎 - 小平大智[81]
- 賀部成美 - 小林万里子[81]
- 北村よし子 - 近藤里沙[81]
- 渡辺美沙 - 堺小春[81]
- 高村佳織 - 桜井美南[81]
- 石川朱美 - 真田真帆[81]
- 小田桐芭那 - 長田侑子[81]
- 鈴木章子 - 塗木莉緒[81]
- 福島竜二 - 福島綱紀[81]
- 明田川慎二郎 - 宮坂健太[81]
- 三上聖名子 - 森田想[81]
- 栃倉千穂 - 吉田志織[81]
- 後輩野球部員 - 吉田翔[83]、渋谷龍生[83]、川合諒[83]
- クラスの男子 - 林吾[84]、中澤準[84]
- マジシャン - ANXRA[85]
- ジュディ・ガーランド風の少女 - セレステ・イシイ[86]
- 成瀬泰史 - 平原テツ[75]
- 拓実の母 - 赤間麻里子[87]
- 泰史の浮気相手 - 松山愛里[88]
- 大慈寺住職 - 荒谷清水[89]
- 成瀬家の近所のおばさん - 稲川実代子[90]
- 司会者 - 俵木藤汰[91]
- 坂上八十八 - 三田村周三[92]
- 坂上シン - 髙橋かすみ[93]
- 城嶋一基 - 荒川良々[81]
- 成瀬泉 - 大塚寧々[81]

### スタッフ
- 原作 - 超平和バスターズ『心が叫びたがってるんだ。』（監督：長井龍雪、脚本：岡田麿里、キャラクターデザイン・総作画監督：田中将賀）
- 監督 - 熊澤尚人
- 脚本 - まなべゆきこ
- 音楽 - 横山克
- 劇中楽曲

「Over The Rainbow」
「Around The World」
「伊勢佐木町ブルース」
「秩父音頭」
「Sonate Fur Klavier Nr 8 Pathetique Op 13：悲愴」
- ミュージカル『青春の向う脛』楽曲

「美しく青きドナウ」
「あこがれの舞踏会」原曲「Swanee」
「光のない部屋」原曲「Summertime」
「word word word」原曲「Arabesque」
「わたしの声」原曲「Greensleeves」
「玉子の中にはなにがある」原曲「Around The World」
「心が叫びだす 〜あなたの名前呼ぶよ」原曲「Sonate Fur Klavier Nr 8 Pathetique Op 13」「Over The Rainbow」
- オリジナルサウンドトラック 実写映画『心が叫びたがってるんだ。』
- 製作 - 小川晋一、岩上敦宏、吉崎圭一、藤島ジュリーK.
- プロデューサー - 日高峻、清水博之、斎藤俊輔、和田倉和利
- 共同プロデューサー - 小原一隆、小田桐成美
- ラインプロデューサー - 森賢正
- 撮影 - 鍋島淳裕 (J.S.C)
- 照明 - かげつよし
- 録音 - 滝澤修
- 美術 - 高橋泰代
- 装飾 - 高橋光
- 衣装デザイン - 宮本まさ江
- ヘアメイク - 持丸あかね
- 編集 - 穂垣順之助 (J.S.E.)
- 音響効果 - 柴崎憲治
- 音楽ディレクター - 大里和生
- 劇中アニメーション - 丹治匠
- DIプロデューサー / カラーグレーダー - 齋藤精二
- VFXスーパーバイザー - 髙橋直太郎
- スクリプター - 押田智子
- キャスティング - 杉野剛
- 野球指導 - 角盈男[94]
- 助監督 - 木ノ本豪
- 制作担当 - 鍋島章浩
- 配給 - アニプレックス
- 制作プロダクション - シネバザール
- 製作 - 映画「心が叫びたがってるんだ。」製作委員会（フジテレビジョン、アニプレックス、電通、ジェイ・ストーム）